# العلاقات الباربادوسية المارشالية
العلاقات الباربادوسية المارشالية هي العلاقات الثنائية التي تجمع بين باربادوس وجزر مارشال.

## مقارنة بين البلدين
هذه مقارنة عامة ومرجعية للدولتين:
| وجه المقارنة                                              | باربادوس       | جزر مارشال                     |
| --------------------------------------------------------- | -------------- | ------------------------------ |
| المساحة (كم2)                                             | 439            | 181                            |
| عدد السكان (نسمة)                                         | 285.72 ألف     | 53.13 ألف                      |
| الكثافة السكانية (ن./كم²)                                 | 65.08 ألف      | 29.35 ألف                      |
| العاصمة                                                   | بريدج تاون     | ماجورو                         |
| اللغة الرسمية                                             | لغة إنجليزية   | لغة إنجليزية، اللغة المارشالية |
| العملة                                                    | دولار بربادوسي | دولار أمريكي                   |
| الناتج المحلي الإجمالي (بليون دولار)                      | 4.80 مليار     | 199.40 مليون                   |
| الناتج المحلي الإجمالي (تعادل القوة الشرائية) بليون دولار | 4.66 مليار     | 207.25 مليون                   |
| الناتج المحلي الإجمالي الاسمي للفرد دولار أمريكي          | 15.43 ألف      | 3.38 ألف                       |
| الناتج المحلي الإجمالي للفرد دولار أمريكي                 | 16.06 ألف      | 3.80 ألف                       |
| مؤشر التنمية البشرية                                      | 0.795          |                                |
| رمز المكالمات الدولي                                      | +1246          | +692                           |
| رمز الإنترنت                                              | .bb            | .mh                            |
| المنطقة الزمنية                                           | 00             | ت ع م+12:00                    |

## منظمات دولية مشتركة
يشترك البلدان في عضوية مجموعة من المنظمات الدولية، منها:
| علم المنظمة | اسم المنظمة                                 | تاريخ انضمام باربادوس | تاريخ انضمام جزر مارشال |
| ----------- | ------------------------------------------- | --------------------- | ----------------------- |
|             | تحالف الدول الجزرية الصغيرة                 | ?                     | ?                       |
|             | البنك الدولي للإنشاء والتعمير               | 12 سبتمبر 1974        | 21 مايو 1992            |
|             | يونسكو                                      | 24 أكتوبر 1968        | 30 يونيو 1995           |
|             | الاتحاد الدولي للاتصالات                    | 16 أغسطس 1967         | 22 فبراير 1996          |
|             | مؤسسة التمويل الدولية                       | 25 يونيو 1980         | 23 سبتمبر 1992          |
|             | منظمة الشرطة الجنائية الدولية               | ?                     | ?                       |
|             | مؤسسة التنمية الدولية                       | 29 سبتمبر 1999        | 19 يناير 1993           |
|             | الأمم المتحدة                               | 9 ديسمبر 1966         | 17 سبتمبر 1991          |
|             | مجموعة دول أفريقيا والكاريبي والمحيط الهادئ | ?                     | ?                       |
|             | منظمة حظر الأسلحة الكيميائية                | ?                     | ?                       |

## وصلات خارجية
- موقع وزارة الخارجية الباربادوسية